# Isted
Isted (dansk) eller Idstedt (tysk) er en landsby og kommune beliggende omtrent 10 km nord for Slesvig by i det sydlige Angel i Sydslesvig. Administrativt hører kommunen under Slesvig-Flensborg kreds i den nordtyske delstat Slesvig-Holsten. Kommunen samarbejder på administrativt plan med andre kommuner i omegnen i Sydangel kommunefællesskab (Amt Südangeln). I kirkelig henseende hører Isted historisk under Michaelis Sogn (Slesvig landsogn), nu Jydbæk-Isted Sogn, Rømmek under Farensted Sogn. Begge sogn lå i Strukstrup Herred (Gottorp Amt), da området tilhørte Danmark.
På angeldansk (sønderjysk) skrives bynavnet Istej.

## Geografi
Isted er beliggende i overgangsområde mellem det kuperede morænelandskab i Angel og den mere flade gest i landets indre (Lusangel). Selve landsbyen er omgivet af søer, åer, hede- og moseområder (såsom Isted Sø, Langsøen, Grydebæk (Strukkær Å), Isted Hede, Bøgmose og Hjalm Mose). Ved grænsen til Stolk løber den 3,5 km lange Fløbæk hen imod Langsøen. Syd for byen ligger den 196 ha store statsejde Isted Skov (Idstedter Gehege), som fortsætter mod øst som Karnbjerg Skov (på dansk også Kathrine Skov, på tysk Karenberg). Karnbjerg Skov har fået navn efter den 52 høje Karnbjerg. Skovens navn er første gang dokumenteret i 1837 som Kornberg. I sydvest grænser skoven til Bøgbjerg og søerne Rørsø (Reethsee) og Bøgsø (Bocksee). Tæt på ligger Røverhulen. Ved Langsøen ligger den lille Grydeskov.
Med under kommunen hører Isted Kirke (Idstedt Kirche), Isted Kro el. Skovkro (Idstedtholzkrug), Isted Vester- og Østermark, Svanholm (Schwanholm) og Rømmek (Röhmke).

## Historie
Isted er første gang nævnt 1196 (Dipl. dan.). Forleddet Is- er afledt af i[r] (oldnordisk ȳr) i betydning takstræ eller måske af personnavnet Ide: Konsunanten -d- i byens tyske navn synes at være et senere indføjelse. Byen var i middelalderen tingbyen i Istedsyssel og synes at være en af de ældste byer i Sydslesvig. Istedmark er første gang nævnt 1312 (Dipl. dan.). Rømmek er første gang dokumenteret 1649. Navnet er enten en diminutiv af nederty. ruum eller er afledt af oldnordisk rȳma (≈gøre plads, her: den rømmede el. ryddede skov) eller rymja (≈larme, her: på grund af træernes susen eller af et stridt vandløb).
Vest for Isted findes flere store gravhøje som Sortehøj og Hvilehøj. I Isted Skov ligger jættestuen Røverhulen fra bondestenalderen. Den er en af de få bevarede jættestuer i Sydslesvig. Ifølge lokale sagn var røverhulen i middelalderen et hjemsted for røvere, som plyndrede de vejfarende på Hærvejen.
Den 25. juli 1850 udkæmpedes slaget på Isted Hede under den første slesvigske krig.
Den nuværende kirke er fra 1956. Allerede i 1903 blev der bygget en kirkebygning på stedet, som dog senere blev revet ned. Det formodes, at Isted hørte i middelalderen under den forhenværende kirke i Stolk. Ved kirken blev der i 1930 indviet en tysk mindehal med dokumenter og våben fra Slaget på Isted Hede under Treårskrigen. På kirkegården findes desuden en gravhøj fra bronzealderen. 
Landsbyens forhenværende danske skole (Istedskolen) på Skolebjerget er imidlertid lukket. Den blev tegnet af arkitekt Knud Andersen fra Næstved. Bygningen rummer nu en dansk børnehave.
I 1987 rådede kommunen over et areal på 1341 ha, deraf 325 ha skov, og havde 805 indbyggere.